# Bernhard von Grünberg
Bernhard von Grünberg (Halle, 5 juliol de 1945) és un advocat i polític alemany, militant del Partit Socialdemòcrata d'Alemanya (SPD), que fou diputat del Parlament Regional de Rin del Nord-Westfàlia del 2000 al 2005 i del 2010 al 2017.

## Trajectòria
Nascut el 5 de juliol de 1945, al final de la Segona Guerra Mundial, el seu pare fou el politòleg i membre fundador de la junta directiva dels neofeixistes del Partit Nacional Demòcrata d'Alemanya (NPD) Hans-Bernhard von Grünberg i la seva mare Hinata von Grünberg, de soltera von Massow. Després de graduar-se a l'escola secundària el 1967, estudià administració d'empreses i dret a les universitats de Bochum, Ginebra i Bonn entre 1967 i 1972. Aprovà el segon examen estatal l'any 1975 i fins a l'any següent treballà com a advocat. Del 1977 a 1983 fou director gerent de l'Associació d'Empreses Públiques de Desenvolupament Urbà i Habitatge. Del 1975 al 1984 i de nou des del 2010 fou president de l'Associació de Llogaters Alemanys Bonn/Rhein-Sieg/Ahr e.V. Entremig, exercí de director gerent i assessor jurídic de l'associació.
Des de 1970 és militant del Partit Socialdemòcrata d'Alemanya i, des de 1971, realitza sessions voluntàries d'inquilí i assessorament social tots els dijous. El 23 de juny de 2009 li fou atorgada la Creu de l'Orde al Mèrit de la República Federal Alemanya per dècades de compromís i treball amb els pobres, els immigrants i els discapacitats.

### Diputat al Langtag
A les eleccions al Bundestag de 1994 es presentà com a candidat directe a la circumscripció de Bonn, però només va rebre el 37,2% dels vots i encaixà la derrota davant la candidata de la Unió Demòcrata Cristiana d'Alemanya (CDU), Editha Limbach.
Entre el 2 de juny de 2000 i el 2 de juny de 2005 fou diputat per elecció directa del Parlament Regional de Rin del Nord-Westfàlia per a la circumscripció 33 de Bonn II. Durant aquell període legislatiu, governà el gabinet Climent II i el gabinet Steinbrück, ambdós amb una coalició d'ecologistes i socialdemòcrates. A les eleccions regionals de Rin del Nord-Westfàlia de 2010 fou reelegit al parlament estatal (gabinet Kraft I). A les eleccions de 2012 fou el candidat més votat a la circumscripció molt per davant del cap de llista de la CDU, Norbert Röttgen. Fins al 2017 fou diputat per elecció directa per la circumscripció regional de Bonn I, però no es tornà a presentar a les eleccions regionals d'aquell mateix any. També fou el portaveu de la política d'integració del grup parlamentari de l'SPD i membre de la comissió de peticions, així com anteriorment de la comissió d'investigació sobre el canvi d'habitatge i nous inversors financers. Fou regidor a l'Ajuntament de Bonn del 1975 al 1999 i del 2004 al 2010. Finalment, el 30 de juny de 2010 fou membre de la catorzena Assemblea Federal com a delegat del parlament regional.

### Procés d'independència de Catalunya
Grünberg s'interessà pel procés d'emancipació català a partir de 2010 i el 9 de novembre de 2014, durant la consulta sobre la independència de Catalunya, exercí d'observador de la convocatòria de participació ciutadana. El 26 de juny de 2017 feu unes declaracions en les quals titllà a Espanya de «sistema totalitari» i sol·licità la intervenció de la Unió Europea per a resoldre el conflicte de sobirania, ja que «com a demòcrates europeus no podem aclucar-nos d'ulls». En aquest sentit també manifestà que «amb l'excusa que no volem un altre conflicte a Europa, presenciem sense dir res com a Espanya el sistema es torna cada vegada més autoritari».
L'1 d'octubre de 2017, en ocasió del referèndum sobre la independència de Catalunya, participà dels comicis en qualitat d'observador internacional. El 23 de març de 2019, durant la fase de testimonis internacionals del judici al procés independentista català, fou cridat a declarar davant del Tribunal Suprem espanyol. En la compareixença expressà que els votants actuaren de forma no violenta ni agressiva davant d'una intervenció policial efectuada amb intimidació i que no percebé cap policia ferit però sí de ciutadans. També manifestà que les despeses del viatge corregueren totalment a càrrec seu a efectes de garantir la plena independència i que els motius que l'empenyeren a fer el viatge foren estrictament personals.

## Vida privada
Està casat amb l'acadèmica grega de literatura Maria Esfathiou. El seu apartament de Bonn acull una col·lecció d'objectes d'art.